# Ocrísia
Ocrísia o Oclísia (en llatí Ocrisia o Oclisia) va ser la mare del rei de Roma, Servi Tul·li.
Segons les llegendes romanes era filla del rei de la ciutat de Corniculum, i en la guerra que Tarquini Prisc va encetar contra aquesta ciutat va ser conduïda com esclava a Roma una vegada sotmesa la població. Per la seva bellesa i modèstia Tarquini Prisc la va donar com a dama de companyia a la reina Tanaquil, la seva dona. Un dia en una cerimònia va quedar suposadament embarassada d'un déu i va néixer Servi Tul·li. Altres relats menys llegendaris diuen que va ser la dona d'Espuri Tul·li a Corniculum o a Tibur i que després de ser portada a Roma es va casar amb un client de Tarquini Prisc. Va tenir amb ell un fill, Servi Tul·li.